# 细嘴鸫鹛
细嘴鸫鹛（学名：Turdoides longirostris），是画眉科鸫鹛属的一种，其种加词“longirostris”意为“长吻的”、“长嘴的”。分布于印度、缅甸、孟加拉国和尼泊尔。全球活动范围约为20,500平方千米。该物种的保护状况被评为易危。
细嘴鸫鹛的平均体重约为35.0克。栖息地为亚热带或热带的（低地）季节性湿润草原。